# Спитайте Мієчку
«Спита́йте Мі́єчку» — реалістичний роман з елементами магічного реалізму української письменниці Євгенії Кузнєцової, виданий 2021 року. Дебютна художня книга авторки.

## Синопсис
Сестри Соломія і Ліля приїздять на літо у село, до будинку свого дитинства і бабусі Теодори. Мієчка щойно заручилася, не впевнена у своєму рішенні і, здається, кохає іншого чоловіка. Лілічка у третьому шлюбі, має двох синів, планує переїзд до Австралії, але не хоче з цим поспішати. Сестри хочуть відтермінувати час, коли треба ухвалити складні рішення і ставлять життя на паузу. Згодом до них приєднується кузина Марта. Вона вагітна близнятами, батько дітей залишився в Індії.
Жінки вирощують на експорт гарбузи, корчують старий сад, стелять нову підлогу на веранді, приймають гостей, гуляють, розмовляють, шукають і з часом знаходять потрібні для кожної рішення.

## Видання та сприйняття
Читачі та критики характеризують роман, переважно, як легке та зворушливе читання і разом з тим як твір, що показує українську культуру у європейському контексті:

| Попри легку манеру письма, роман «Спитайте Мієчку» — це тонкий аналіз зміни гендерних ролей в Україні впродовж останнього століття. Він відображає процес розвитку жіночої емансипації із покоління в покоління. Демонструє, як соціальні та політичні зміни формували країну та її народ. |
| — з висновку робочої групи, скликаної Українським інститутом книги, що працювала над визначенням номінанта від України на здобуття Літературної премії Європейського Союзу |

Роман увійшов до коротких списків Літературної премії «Книга року BBC — 2021». Був також номінований на здобуття Літературної премії Європейського Союзу — 2022 й отримав спеціальну відзнаку конкурсу.
Книга вийшла у «Видавництві Старого Лева» у 2021 році у паперовому, електронному та аудіо-форматах. Перекладена боснійською, польською, сербською та фінською мовами:
- Спитайте Мієчку. — Львів : Видавництво Старого Лева, 2021. — 272 с. — (Художня проза) — ISBN 978-617-679-855-2.
- Спитайте Мієчку. — E-book. — Львів : Видавництво Старого Лева, 2021. — 272 с. — (Художня проза) — ISBN 978-617-679-855-2.
- Jevhenija Kuznjetsova. Kysykää Mialta = Спитайте Мієчку / Eero Balk (Suomentanut). — Aula & Co, 2022. — 320 с. — ISBN 978-952-364-308-6.
- Jevgenija Kuznjecova. Pitajte Miječku = Спитайте Мієчку / Žarko Milenić (Prevoditelj). — Buybook, 2023. — 184 с. — ISBN 978-992-631-022-6.
- Eugenia Kuzniecowa. Nim dojrzeją maliny = Спитайте Мієчку / Iwona Boruszkowska (Tłumacz). — Znak, 2023. — 304 с. — ISBN 978-832-406-582-0.
- Jevgenija Kuznjecova. Pitajte Miječku = Спитайте Мієчку / Dragana Vasilijević Valent (Prevod). — Treći Trg, 2024. — 217 с. — ISBN 978-86-6407-261-8.